# Centrale hydroélectrique de Buk Bijela
 (août 2020).

La centrale hydroélectrique de Buk Bijela est une centrale hydroélectrique proposée sur la rivière Drina en Bosnie-Herzégovine. 
S'il est construit, le barrage-gravité en béton de 57 m de haut sera l'une des plus grandes centrales hydroélectriques du pays, avec une capacité électrique installée de 93 MW et une production annuelle prévue de 322 GWh,.

## Emplacement
Le barrage et sa centrale électrique associée seront construits sur le cours supérieur de la Drina, dans la municipalité de Foča, à environ 12 km en amont de la ville du même nom, en Republika Srpska. Le site se trouve à seulement 10 km de la frontière avec le Monténégro et à 21 km en aval du barrage de Mratinje existant de 360 megawaltts, construit sur un cours supérieur de la Drina.

## La description
La centrale hydroélectrique de Buk Bijela fait partie d'un plan plus large d'utilisation du potentiel hydroélectrique de la rivière Drina et de son affluent Sutjeska, le projet hydroélectrique Upper Drina, qui comprend également trois centrales plus petites, pour une capacité totale de 224 MW, une production annuelle d'électricité de 871 GWh et un coût global de 390 millions d'euros,.
Le projet est développé par Elektroprivreda Republike Srpske, à laquelle le gouvernement de la Republika Srpska a accordé une concession de 50 ans.
As of 2018, the estimated cost of the project was close to 200 million d'euros. Construction could last 5 or 6 years.

## Chronologie
En mai 2019, le tribunal du district de Banja Luka a annulé le permis d'environnement pour Buk Bijela, statuant sur une plainte déposée par CEE Bankwatch Network.
Malgré cette décision, le Premier ministre de la République Srpska, Radovan Viskovic, a déclaré en janvier 2020 que le début officiel des travaux préparatoires serait bientôt annoncé. La mise en œuvre du projet pourrait être accélérée grâce à une coopération avec la Serbie, qui s'est engagée en juillet 2019 à investir 153,5 millions d'euros dans plusieurs projets hydroélectriques dont Buj Bijela.

## Préoccupations environnementales
Le projet a fait l'objet d'un examen minutieux des communautés locales et nationales; et de diverses ONG de Bosnie-Herzégovine, du Monténégro et de l'étranger, pourrait éventuellement être abandonné.
Ce projet était une question d'accord interétatique entre la Bosnie-Herzégovine et le Monténégro. Il détruirait certainement l'un des derniers et les plus importants habitats de saumon du Danube au monde, ainsi que le magnifique canyon de la rivière Tara, raison pour laquelle ce projet a rencontré une opposition majeure dans les deux pays.